# Oplismenus
Oplismenopsis es un género de planta con flor,  perteneciente a la familia de las poáceas. Es originario de las regiones tropicales y subtropicales del mundo. Comprende 136 especies descritas y de estas solo 7  aceptadas.

## Descripción
Son planta anuales o perennes; con tallos ramificados, decumbentes y enraizando; plantas hermafroditas. Vainas redondeadas; lígula una membrana ciliada; láminas lanceoladas a ovadas, aplanadas. Inflorescencias terminales y axilares, panículas delgadas de racimos cortos, espiciformes, unilaterales, las espiguillas en 2 o 4 hileras a lo largo de los lados inferiores del raquis; espiguillas pareadas, más o menos comprimidas lateralmente, biconvexas, con 2 flósculos; desarticulación por debajo de las glumas y por debajo del flósculo superior; glumas subiguales, más cortas que la espiguilla, herbáceas, 3–5-nervias, carinadas, aristadas; flósculo inferior estéril; lema inferior envolviendo al flósculo superior; pálea inferior ausente o pequeña y hialina; flósculo superior bisexual, comprimido dorsalmente; lema superior más corta que la lema inferior, coriácea; lodículas 2; estambres 3; estilos 2. Fruto una cariopsis; embrión ca 1/2 la longitud de la cariopsis, hilo ca 2/5 la longitud de la cariopsis, linear-oblongo.

## Taxonomía
El género fue descrito por (Retz.) P.Beauv. y publicado en Essai d'une Nouvelle Agrostographie 54,169. 1812. La especie tipo es: Oplismenus africanus P. Beauv.
Etimología
El nombre del género deriva del griego hoplismenos (armados), aludiendo a las barbas.

## Especies aceptadas
A continuación se brinda un listado de las especies del género Oplismenus aceptadas hasta abril de 2014, ordenadas alfabéticamente. Para cada una se indica el nombre binomial seguido del autor, abreviado según las convenciones y usos.
- Oplismenus burmannii (Retz.) P.Beauv.
- Oplismenus compositus (L.) P.Beauv.
- Oplismenus flavicomus Mez
- Oplismenus fujianensis S.L.Chen & Y.X.Jin
- Oplismenus hirtellus (L.) P.Beauv.
- Oplismenus thwaitesii Hook.f.
- Oplismenus undulatifolius (Ard.) Roem. & Schult.